# Fillmore (Kalifornien)
Fillmore ist eine Stadt im Ventura County im US-Bundesstaat Kalifornien mit 16.419 Einwohnern (Stand: 2020).
Gegründet wurde der Ort im Jahr 1887 im Zuge der Erweiterungen des Eisenbahnnetzes der Southern Pacific Railroad in Richtung Westen.

## Geschichte
Im Jahr 1769 wurde eine Expedition unter Leitung Gaspar de Portolàs nach Oberkalifornien entsendet, die am 8. August im Santa Clara River Valley, in dem sich der heutige Ort Fillmore befindet, lagerte und mit dortigen Ureinwohnern Kontakt aufnahm.
Im folgenden Jahrhundert wurde das Gebiet Teil der mexikanischen Rancho Sespe. Nachdem die USA 1848 die Herrschaft über Kalifornien übernommen hatten, kartografierte der Entdecker John C. Frémont das Tal. Auffällig war die vorhandene Menge an Senfpflanzen.
Als Teil der Expansion ihres Streckennetzes in Richtung Westen errichtete die Southern Pacific Railroad eine Küstenstrecke, die auch durch das Santa Clara River Valley verlief; der dortige Streckenabschnitt wurde von 1886 bis 1887 errichtet. Als erster Bahnhof Fillmores diente ein alter Güterwagen. Ihren Namen verdankte die damals gegründete Stadt dem Bauleiter der Southern Pacific Railroad, J. P. Fillmore. Eine erste Planungskarte entstand im Jahr 1888 in Zusammenarbeit mit dem Ventura County. Zum damaligen Zeitpunkt bestand Fillmore lediglich aus dem Bahnhof, einem Farmhaus und drei Hütten. Im frühen 19. Jahrhundert erwarb die Sespe Land and Water Company, eine Organisation von Investoren aus Los Angeles, ein 12.000 km² großes Gebiet der Rancho Sespe, was der Siedlung zugutekam. Fillmore erhielt im Jahr 1914 das Stadtrecht.

## Demographie
Die Volkszählung des Jahres 2010 ergab eine Einwohnerzahl von 
15.002. Die Bevölkerungsdichte betrug damit 1724 Einwohner pro Quadratkilometer.
74,7 % der Einwohner gaben an, Hispanics oder Latino zu sein, nur 22,7 % waren Weiße. Damit liegt der Anteil von Hispanics und Latinos in Fillmore deutlich höher als der Durchschnitt in Kalifornien von 37,6 %. Weitere Minderheiten wie Asiaten oder Afroamerikaner bilden nur einen geringen Teil der Bevölkerung Fillmores.
In Fillmore gab es 4276 Haushalte, was durchschnittlich 3,46 Personen pro Haushalt entspricht. 63,9 % der Bürger Fillmores, die älter als 25 Jahre sind, verfügen über einen High-School- oder höheren Schulabschluss, 14,1 % über einen Bachelor- oder höheren akademischen Abschluss. Beide Werte liegen unterhalb derer des kompletten Bundesstaats (81,0 % bzw. 30,5 %), was einen leicht niedrigeren Bildungsstand bedeutet. Auch das Pro-Kopf-Einkommen lag mit 20.703 Dollar unterhalb des gesamtkalifornischen Vergleichswerts von 29.551 Dollar. Der Anteil der unter der Armutsgrenze lebenden Bevölkerung betrug jedoch nur 14,3 % und somit etwas weniger als im kompletten Staat. In Fillmore lebten 727 Veteranen.

## Politik
Die Stadt wird von einem fünfköpfigen Stadtrat verwaltet. Zu ihm gehören der Bürgermeister Douglas Tucker, seine Stellvertreterin Diane McCall sowie die Ratsmitglieder Manuel Minjares, Rick Neal und Carrie Broggie.
Fillmore ist Teil des 19. Distrikts im Senat von Kalifornien, der von der Demokratin Hannah-Beth Jackson vertreten wird. In der California State Assembly ist der Ort dem 37. Distrikt zugeordnet, vertreten vom Demokraten Das Williams. Auf Bundesebene gehört Fillmore Kaliforniens 26. Kongresswahlbezirk an, der einen Cook Partisan Voting Index von D+4 hat und von der demokratischen Abgeordneten Julia Brownley vertreten wird.

## Wirtschaft und Infrastruktur

### Wirtschaft
Ehe sich Fillmore zu einer eigenen Stadt entwickelte, bestand der Ort lediglich in Form einiger Betriebe, die sich an der durch den Ort verlaufenden Eisenbahnstrecke angesiedelt hatten. Später wurden Obstgärten zum Anbau von Zitrusfrüchten angelegt. Heute wird die lokale Landwirtschaft vor allem von Hackfrüchten und Avocadoplantagen dominiert. Daneben existieren Baumschulen in der Umgebung der Stadt.
Das Hauptgeschäftszentrum umfasst zwei Häuserblöcke, die diverse Einzelhandels- und Serviceeinrichtungen umfassen.
Die Partnerschaft zwischen Fillmore und der Fillmore and Western Railway sowie die Lage an der California State Route 126 hat den Ort zudem für Touristen geöffnet.

### Verkehr

#### Straßen
Die California State Route 126 durchquert Fillmore, weshalb über diese Schnellstraße sowohl die Stadt Ventura an der westlich gelegenen Pazifikküste als auch das östlichere Los Angeles County erreicht werden können. In diesem endet die State Route 126 bei Santa Clarita an der Interstate 5, einer bedeutenden Autobahn, die entlang der gesamten US-amerikanischen Westküste verläuft.
In Fillmore endet außerdem die California State Route 23. Sie führt als Landstraße in die südlich gelegene Stadt Moorpark, von wo aus weitere Städte im Ventura und Los Angeles County erreichbar sind.

#### Öffentlicher Verkehr
Die Ventura County Transportation Commission bietet reservierungspflichtiges Dial-A-Ride an. Über dieses Transportsystem sind der Ort Piru sowie die größere Stadt Santa Paula zu erreichen. Zudem folgt eine Buslinie dem Verlauf der California State Route 126 und verbindet auf diesem Weg Fillmore mit Piru, Santa Paula und Ventura.
Fillmore verfügt über einen eigenen Busbahnhof von Amtrak. Dieser wird momentan von der Thruway-Linie 10 angefahren, die von Santa Barbara bis Bakersfield fährt und dabei das Ventura County durchquert. Der nächstgelegene Bahnhof mit Zuganbindung befindet sich in Moorpark. Neben der Ventura-County-Linie des den Großraum Los Angeles verbindenden Metrolinks gehört dieser Bahnhof auch zum Streckennetz des an der südkalifornischen Küste verkehrenden Pacific Surfliners.

### Bildung
Fillmore verfügt über zahlreiche öffentliche Schulen. Dazu zählen zwei Highschools (Fillmore Senior High School und Sierra High School), eine Middle School (Fillmore Middle School) sowie drei Elementary Schools (San Cayetano Elementary School, Mountain Vista School, Rio Vista Elementary School). Zudem besteht mit der Heritage Valley Independent Study eine Schule, die das Prinzip K-12 anwendet und somit auch den High-School-Abschluss verleiht. Die Fillmore Christian Academy ist die einzige Privatschule der Stadt. Sie umfasst eine Elementary- und eine Middle School.

## Söhne und Töchter der Stadt
- Karma Rx (* 1993), Pornodarstellerin